# Kładka Żabia
Kładka Żabia (Kładka Bielarska) – kładka we Wrocławiu stanowiąca przeprawę dla pieszych, przerzucona nad ramieniem bocznym rzeki Odry – nad Odrą Północną, łącząca teren osiedla Nadodrze z Wyspą Bielarską. Wyspa ta jest jedną z wielu wysp położonych w zespole wschodnich wysp odrzańskich w Śródmiejskim Węźle Wodnym – Górnym. Na północnym, prawym brzegu tego ramienia Odry, leży Bulwar Słoneczny, za nim przebiega Ulica Dubois – Trasa Mieszczańska. Lewy, południowy brzeg to wyspa, obecnie zagospodarowana jako obszar zieleni miejskiej. Kładka została wybudowana w 1975 roku (1974 r.), z okazji rocznicy 30-lecia wyzwolenia Wrocławia. W 2002 roku dokonano gruntownej jej przebudowy oraz zamontowano iluminację świetlną. Nieco powyżej kładki zlokalizowany jest Jaz św. Klary. Projektantem kładki był Kazimierz Gałajda, a wykonawcą robót Przedsiębiorstwo Budowy Kopalń Miedzi w Lubinie i Przedsiębiorstwo Budownictwa Miejskiego "Śródmieście" we Wrocławiu. Projektantem przebudowy kładki był natomiast Józef Rabiega. W miejscu wybudowania kładki istniał wcześniej stalowy most drogowy z 1911 roku, zniszczony podczas działań wojennych. Ówcześnie poniżej tego mostu znajdowało się kąpielisko Kallenbacha. 
Jest to kładka jednoprzęsłowa o konstrukcji wiszącej. Pomost podwieszony jest do dwóch pylonów zlokalizowanych na obu przeciwległych brzegach koryta rzeki. Jej długość wynosi 56,52 m (52 m, 51,52 m), a szerokość 3,11 m (2,3 m; 2,5 m; 2 m). Nawierzchnia pomostu wykonana została z drewna: impregnowana dylina dębowa o grubości 6 mm. Pomost zbudowany jest z 14 dźwigarów w rozstawie 2,02 m z dwuteowników HE 140, podwieszonych na czterech linach stalowych. Liny zawieszone są na pylonach, wykonanych ze stalowych elementów rurowych o przekroju pierścieniowym, podpartych na żelbetowych przyczółkach mostu, o wymiarach 4,0 x 5,0 m x 2,50 m, wzmocnionych podczas przebudowy w 2002 roku, 10 mikropalami pionowymi o długości 10,20 m na prawym brzegu i 6 mikropalami długości 10,30 m na lewym brzegu. Również bloki kotwiące odciągi lin wzmocniono trzema ukośnymi mikropalami długości 11,80 m na prawym brzegu i trzema mikropalami długości 9,50 m na lewym brzegu. Wysokość pylonów wynosi 10,57 m, długość w osi zakotwiczeń lin nośnych wynosi 84,82 m. Słupy pylonów i rygle górne wykonane są z rur o średnicy 457 mm i grubości ścianki 20 mm, oraz połączone są żebrani również o grubości 20 mm. Liny nośne to liny spiralne średnicy 46 mm, a wieszaki wykonano ze spiralnych lin plecionych o grubości 20 mm. Również belki nośne przęsła wykonano z rur o średnicy 457 mm i grubości ścianek 11 mm, stal 18G2A, w rozstawie 2,66 m. Poszczególne pola między belkami nośnymi pomostu są stężone skartowaniem z ceowników 100 mm. Ze względu na zbyt dużą wrażliwość dynamiczną kładki zastosowano podczas przebudowy tłumiki masowe drgań, których montaż odbywał się z barki.